# مرکز پزشکی
مرکز پزشکی با نام اصلی طبابت در پیک (انگلیسی: Peak Practice) یک مجموعهٔ تلویزیونی درام پزشکی خانواده است که مابین سال‌های ۱۹۹۳ تا ۲۰۰۲ از شبکهٔ آی‌تی‌وی پخش شد و در آن سال‌های یکی از موفق‌ترین سریال‌های این شبکه بود.

## بازیگران
- گری مِـی‌وِرس
- سایمن شپرد
- اِستر کولز
- مارجری میسن
- جوزف میلسون
- سوزانا کوربت
- هِـیزل اِلربی
- ورونیکا رابرتس
- دبورا گرانت
- گری اوبراین
- شیوان اوکارل
- ریچارد پلَت
- هیدن گوین
- ساسکیا ویکهام
- مگی اونیل
- آماندا برتون
- کوین واتلی
- ایدرین لوکیس
- سارا پریش
- شیلا مک‌لاود
- جو بولر
- فیونا گیلیس
- جولیا هاورث
- ایوا پوپ
- کارل دیویس
- سیلویا سیمز
- لینزی بکستر
- اَن رید
- هیو فریزر
- مایلز اندرسون
- کیلی فورسایت
- تونی ووگل
- دین لنوکس کلی